# 春の朝に
『春の朝に』（フランス語: D'un matin de printemps）は、リリ・ブーランジェがヴァイオリン、チェロまたはフルート、ピアノまたは管弦楽のために作曲した作品。

## 概要
本作は、はじめヴァイオリンとピアノのための二重奏曲として書かれ、1917年の春からヴァイオリン、チェロとピアノのための三重奏曲へと編曲が行われ、さらに同年のうちにフルートとピアノのための二重奏にも書き直された。1918年1月には管弦楽版も制作されることになった。本作は1918年で早世したブーランジェにとって、最後の管弦楽作品となった。

## 分析
ブーランジェの他の多くの作品とは異なり、本作は新鮮で喜ばしい性格を持ち、魅力的に書かれている。ベルギーの音楽学者であるハリー・ハルプライヒはこう記している。
『春の朝に』は全体としては溌溂とした霊感による、軽めで清澄なオーケストレーションによるスケルツォであるが、
中間部におけるオーケストラの劇的な推移が不安定な平穏に隠れた痛みを露わにするのを目の当たりにすることになる。
音楽評論家のジェラルド・ラーナーは、この曲が彼女の他のどの作品よりもドビュッシーの語法を含むと記している。